# Han Song-yi
Dans ce nom coréen, le nom de famille, Han, précède le nom personnel.
Han Song-yi (coréen : 한송이) est une joueuse sud-coréenne de volley-ball née le 5 septembre 1984 à Osan. Elle mesure 1,86 m et joue au poste de réceptionneuse-attaquante. Elle totalise 96 sélections en équipe de Corée du Sud.

## Clubs
| Club             | De        | À         |
| ---------------- | --------- | --------- |
| Korea Expressway | 2003-2004 | 2007-2008 |
| Pink Spiders     | 2008-2009 | 2010-2011 |
| GS Caltex Seoul  | 2011-2012 | 2016-2017 |
| Daejeon KGC      | 2017-2018 | …         |

## Palmarès

### Équipe nationale
- Jeux asiatiques
  - Vainqueur : 2014.
  - Finaliste : 2010.
- Coupe d'Asie
  - Finaliste : 2014.
- Championnat d'Asie et d'Océanie
  - Finaliste :2015.

### Clubs
- Championnat de Corée du Sud
  - Vainqueur : 2009, 2014.
  - Finaliste : 2005, 2006, 2011, 2013.
- Coupe de Corée du Sud
  - Vainqueur : 2010, 2012.
  - Finaliste : 2006, 2008, 2014, 2019.